# Joseph J. Roberts
Joseph Jenkins Roberts (15. března 1809 v Norfolku ve Virginii, USA – 24. února 1876, Monrovia, Libérie) byl liberijský politik amerického původu, který se stal prvním (1848-1856) prezidentem svobodného afrického státu Libérie. Liberijským prezidentem byl zvolen ještě jednou na období 1872–1876.

## Život
Joseph J. Roberts se narodil jako svobodný člověk amerického původu Amelii Robertsové v Norfolku ve Virginii, jižanském státu, kde bylo otroctví legální. Joseph byl v pořadí druhým dítětem a měl šest sourozenců (John, Henry, Urias, William, Elizabeth, a Mary).
Joseph J. Roberts měl africké praprarodiče, on sám byl zčásti evropského původu. Později se odstěhoval do Petersburgu ve Virginii, kde se začal věnovat rodinnému plavebnímu podniku. V roce 1829 se odstěhoval do Libérie, kde v Monrovii založil obchodní stanici. O deset let později se stal zástupcem liberijského guvernéra a v roce 1841 guvernérem. Osobnost Josepha J. Robertse stála u vyhlášení nezávislosti Libérie v roce 1847 a následujícího roku se stal i prvním prezidentem nového státu.
V roce 1871 byl prezident Edward J. Roye pučem sesazen členy Republikánské strany, protože měl v úmyslu zrušit nastávající volby. Do prezidentského úřadu byl dosazen prozatímní prezident James Skivring Smith, který vládl jen do příštích voleb. Roberts, který byl jedním z vůdčích osobností Republikánské strany, následně vyhrál prezidentské volby a jako sedmý prezident v řadě se vrátil do úřadu, který již jednou zastával. V úřadu setrval až do své smrti roku 1876, ačkoliv již od roku 1875 jej velmi omezovala jeho nemoc.
Na počest prezidenta Robertse nese liberijské hlavní letiště jméno Robertsovo mezinárodní letiště. Jeho podobizna je také vyobrazena na liberijské deseti dolarové bankovce.